# Frecuencia superbaja
La frecuencia superbaja se corresponde a las ondas electromagnéticas (ondas de radio) pertenecientes al rango de frecuencia situado entre los 30 y los 300 hercios. Poseen una longitud de onda correspondiente entre los 10.000 y 1.000 kilómetros. Este rango de frecuencia incluye las frecuencias de CA (50 y 60 hercios). Otro designación conflictiva que incluye a este rango de frecuencia es la frecuencia extremadamente baja, la cual se refiere a frecuencias entre 3 y 300 hercios.
Debido a la extrema dificultad en construir radiotransmisores que puedan generar tales longitudes de onda, las frecuencias en este rango han sido usadas en muy pocos sistemas de comunicación. De todas formas, las ondas de frecuencia super bajas pueden penetrar las aguas oceánicas a una profundidad de cientos de metros, por lo tanto en las últimas décadas las fuerzas militares rusas y estadounidenses han construido enormes transmisores de radio que usan frecuencias superbajas para comunicarse con sus submarinos. El servicio naval de Estados Unidos es llamado "Seafarer" (marinero) y opera a 76 hercios. Empezó a funcionar en 1989 pero cesó en 2004 debido a avances en los sistemas de comunicación de frecuencia muy baja. El transmisor ruso se llama ZEVS y opera a 82 hercios. 
Los requerimientos de los receptores de frecuencias superbajas son menos exigentes que los de los transmisores porque la fuerza de la señal (dada por el ruido atmosférico) es mucho más alta que el ruido a nivel del suelo del receptor, pueden usarse pequeñas antenas para captar estas emisiones. Los radioaficionados han recibido señales en este rango usando simples receptores construidos en torno a computadoras personales, con antenas conectadas a una tarjeta de sonido del ordenador. Las señales son analizadas por un algoritmo de software llamado transformada rápida de Fourier y convertidas a sonidos audibles.